# Yamaha Diversion XJ 600 S

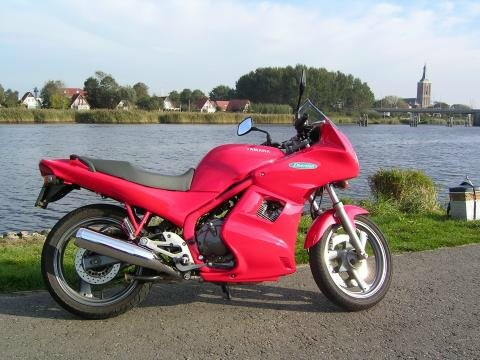
Yamaha XJ600S

De Yamaha Diversion XJ600S is een all round toermotorfiets die is ontwikkeld uit Yamaha's eerdere XJ serie.
Alle Diversion modellen zijn voorzien van een 4-cilinder motorblok en luchtgekoeld. Typisch aan het Diversion model is de dubbele uitlaat: zowel links- als rechtsachter aanwezig. In 2008 werd bekend dat vanaf september 2008 Yamaha met een nieuwe generatie motorfietsen zou komen, die gebaseerd zijn op de originele XJ600S.

## De XJ600S Diversion/Seca II
De XJ600S, beter bekend als de Diversion in het grootste gedeelte van de wereld, wordt in sommige landen, vooral in Noord-Amerika en Australië echter ook wel Seca II genoemd. De XJ600S is een afgeleide van het eerdere Yamaha XJ600 model dat tussen 1984 en 1991 geproduceerd werd. De Yamaha Diversion XJ600S is voorzien van een 598cc motor die 61 paardenkrachten (pk) levert. Deze 600cc Diversion modellen werden van 1992 tot 2003 gemaakt.
Deze Yamaha-motorfiets staat bekend als een makkelijk toegankelijke motorfiets, die niet al te duur is. Ondanks de sportieve look, biedt de XJ600S toch een standaard gemakkelijke rechtop positie tijdens het rijden. Dit maakt het zowel een goede lange-afstandsmotor, als een stadsmotor. Hoewel het uiterlijk van de motor nauwelijks veranderd is sinds 1980, is hij toch steeds in productie geweest. Dit is waarschijnlijk toe te schrijven aan zijn goede prijs-kwaliteitverhouding en gunstige verbruik.

## Politieversie van de Diversion
De Yamaha Diversion is zelfs gebruikt als politiemotor in verschillende landen over de hele wereld. Deze modellen werden ook gebouwd door Yamaha zelf, maar kregen speciale aanpassingen in opdracht van het betreffende politiekorps. Meestal werden deze motoren XJ900P genoemd, waarbij de "P" dan voor politie staat.